# Звєрєв Віталій Васильович
Віталій Васильович Звєрєв (3 червня 1952, Кадіївка) — радянський і російський мікробиолог, фахівець у галузі молекулярної  біології і патогенних мікроорганізмів, академік РАМН (2002), академік РАН (2013).

## Біографія
Народився 3 червня 1952 року в м. Кадіївка Ворошиловградської області (нині це Стаханов Луганської області України).
У 1975 році закінчив лікувальний факультет Волгоградського державного медичного інституту.
Далі працював у НДІ прикладної мікробіології Главмікробіопрома (м. Оболенськ) і в Інституті молекулярної генетики АН СРСР.
З 1985 року працює в НДІ вірусних препаратів імені О. Р. Анджапарідзе РАМН, пройшовши шлях від старшого наукового співробітника до директора. У 2005 році проведена реорганізація НДІ вакцин і сироваток імені В. В. Мечникова РАМН у формі приєднання до нього НДІ вірусних препаратів імені О. Р. Анджапарідзе РАМН.
З 2005 року по теперішній час очолює об'єднаний інститут.
Очолює кафедру мікробіології, вірусології та імунології медико-профілактичного факультету Сеченовського університету.
У 1999 році обраний членом — кореспондентом РАМН.
У 2002 році обраний академіком РАМН.
У 2013 році — став академіком РАН (у рамках приєднання РАМН і РАСГН до РАН).

## Наукова діяльність
Спеціаліст в галузі молекулярної біології і патогенних мікроорганізмів.
Один з провідних фахівців у галузі молекулярної біології та вірусології не тільки в Росії, але і за її кордоном. Досліджуючи механізми взаємодії вірусів із клітиною, молекулярно-біологічну структуру і регуляцію експресії генів рецепторів вірусів, структуру і функції вірусних білків, він розробляє проблеми біотехнології, вакцінологіі, молекулярної біології, генетики вірусів і біологічної безпеки. Ряд досліджень присвячений прикладним аспектам медичної науки, зокрема, пріоритетним розробкам в області біотехнології: розроблено та впроваджено у практику вітчизняної охорони здоров'я 19 діагностичних і противірусних препаратів.
Один з авторів першої національної програми боротьби проти ВІЛ-інфекції. В даний час його дослідження присвячені одному з пріоритетних напрямків сучасної медицини — створення вакцинних препаратів проти найбільш поширених та соціально значущих інфекційних захворювань, а також розробці нових підходів до створення противірусних препаратів на основі явища інтерференції РНК, вивчення проблеми вродженого та адаптивного імунітету.
Під його керівництвом захищено 4 докторські та 10 кандидатських дисертацій.
Автор 365 наукових робіт, з них 17 книг і монографій, отримано 18 авторських свідоцтв та патентів.

### Науково-організаційна діяльність
- головний редактор журналу «Мікробіологія, епідеміологія та імунобіологія»;
- заступник голови Всеросійського науково-практичного товариства мікробіологів, епідеміологів та паразитологів;
- голова наукової ради з комплексної проблеми медицини «Вакцинологія»;
- голова проблемної комісії «Кір, паротит, краснуха»;
- член Урядової комісії з біологічної та хімічної безпеки;
- член експертної ради GAVI (Глобальний Альянс з вакцин та імунізації).

## Нагороди
- Премія Уряду Російської Федерації в галузі науки і техніки (у складі групи, за 1997 рік) — за розробку та організацію виробництва нових високоефективних засобів діагностики ВІЛ-інфекції та гепатитів А, В, С[5]
- Премія Уряду Російської Федерації в галузі науки і техніки (у складі групи, за 2005 рік) — за наукове обгрунтування, розроблення та впровадження системи захисту населення Російської Федерації від нових біологічних загроз[6]